# Peroxisoma

Estructura bàsica d'un peroxisoma.

Els peroxisomes són uns orgànuls citoplasmàtics presents a les cèl·lules eucariotes que participen en el metabolisme dels àcids grassos i d'altres dels metabolits resultants d'una respiració aeròbia. Contenen enzims (catalases i oxidases) que ajuden que la cèl·lula elimini els peròxids -principalment el d'hidrogen - espècie química molt lesiva,mitjançant una reacció d'oxidació que converteix el peròxid d'hidrogen en aigua. Compleixen per tant funcions de detoxificació cel·lular. Els peroxisomes foren identificats com a orgànuls pel grup d'investigadors del belga Christian de Duve, l'any 1967, després d'haver estat descrits una dècada abans en una tesi doctoral presentada a Suècia per l'estudiant J. Rhodin en 1954. Inicialment van rebre el nom de microcossos.

## Morfologia
Presenten un única bicapa lipídica que separa el seu contingut del citosol (el fluid intern de la cèl·lula). A la membrana és on estan inserides proteïnes crítiques per a diverses funcions, com p.e. la inserció de noves proteïnes a la mateixa membrana, atès que a diferència dels lisosomes, els peroxisomes poden replicar-se, engrandir-se i dividir-se.

## Origen
Actualment els científics postulen que els peroxisomes han romàs des de la seva aparició com a resultat d'una adaptació contra els continus efectes tòxics derivats del metabolisme als que resta exposada la cèl·lula, metabolisme que accidentalment produeix espècies reactives d'oxigen (ROS). Aquestes espècies químiques reaccionen ràpidament amb els elements fonamentals per a l'estabilitat cel·lular, com l'ADN. És per això que se'ls atribueix un paper crític en els processos d'envelliment i pèrdua de control del cicle cel·lular, que pot conduir a la creació de tumors i càncer. En particular, les ROS poden desequilibrar l'estat de reducció del citoplasma, fet que 
provoca un bloqueig de la cadena d'electrons mitocondrial i l'aturada transitòria en la producció d'energia.

## Deficiències
Mancances en la funcionalitat dels peroxisomes poden conduir a una disfunció del metabolisme dels lípids, com p.e. la síndrome de Zellweger.